# Beare Green
Beare Green – wieś w Anglii, w hrabstwie Surrey, w dystrykcie Mole Valley. Leży 40 km na południe od centrum Londynu.